# Sabotage (chanson des Beastie Boys)
Pour les articles homonymes, voir Sabotage (homonymie).
Singles de Beastie Boys
Professor Booty
(1992) Get It Together
(1994)
Sabotage est une chanson du groupe de hip-hop américain les Beastie Boys, Il s'agit du premier single de leur quatrième album studio Ill Communication.
La chanson est de style rapcore, avec une instrumentation rock traditionnelle (Ad-Rock à la guitare, MCA à la guitare basse et Mike D à la batterie), turntablism, scratch et riffs de basse avec beaucoup de distorsion.

## Accueil critique
En 2004, le magazine Rolling Stone a classé Sabotage au no 475 sur leur liste des 500 plus grandes chansons de tous les temps. Pitchfork l'a classé no 39 de sa liste des 200 meilleurs morceaux des années 1990.

## Vidéoclip
Le clip de la chanson est dirigé par Spike Jonze et a été largement diffusé sur MTV. C'est un hommage et une parodie de séries policières télévisées des années 1970 telles Hawaï police d'État, Les Rues de San Francisco, Section 4, Baretta, ou Starsky et Hutch. Le clip a la forme du générique de début d'une hypothétique série policière des années 1970 intitulée Sabotage, avec les membres du groupe jouant le rôle d'acteurs de fiction dont le nom des personnages est affiché.
Les personnages apparaissant dans la série sont (dans l'ordre du générique) :
- Sir Stewart Wallace guest-starring as himself (interprété par MCA)
- Nathan Wind as Cochese (interprété aussi par MCA)
- Vic Colfari as Bobby, "The Rookie" (interprété par  Ad-Rock)
- Alasondro Alegré as "The Chief" (interprété par  Mike D)
- Fred Kelly as Bunny (interprété par  DJ Hurricane)

Certaines scènes ont dû être coupées pour la diffusion sur MTV, comme la bagarre au couteau, la chute du pont ou la scène où un corps est jeté d'une voiture en marche[réf. nécessaire]. La Beastie Boys Video Anthology (en) contient une interview croisée des « acteurs » de Sabotage menée par Sofia Coppola, épouse à l'époque du tournage de Spike Jonze.

## Dans la culture populaire
Danny Boyle a cité Sabotage comme inspiration pour le générique de début de son film de 1996 Trainspotting.
Beavis and Butthead ont commenté cette vidéo dans l'épisode "Head Lice".
La chanson apparait dans deux films de l'univers Star Trek : dans le reboot Star Trek (2009) et dans Star Trek : Sans limites (2016).
La chanson figure sur la BO du film Target (This means war, 2012).